# La Luzerne
Ne doit pas être confondu avec La Lucerne-d'Outremer ou Lucerne.
La Luzerne est une commune française, située dans le département de la Manche en région Normandie, peuplée de 81 habitants.

## Géographie
La commune est en pays saint-lois et limitrophe du chef-lieu de département. Son bourg est à 4,5 km au nord-est de Saint-Lô, à 7 km au sud de Saint-Clair-sur-l'Elle et à 10 km à l'est de Pont-Hébert.
La Luzerne est dans le bassin de la Vire, par son affluent la Dollée qui délimite le territoire au sud et poursuit son parcours au creux d'un vallon saint-lois. Trois de ses brefs affluents drainent le territoire communal dont l'un marque la limite avec Saint-André-de-l'Épine à l'est. Une moindre partie nord est un versant qui donne ses eaux au bassin de la Jouenne, autre affluent du fleuve côtier.
Le point culminant (137 / 138 m) se situe au nord-ouest, sur la D 6. Le point le plus bas (60 m) correspond à la sortie du ruisseau de la Dollée du territoire, au sud. La commune est bocagère.
La commune regroupe trois hameaux : la Luzerne, Ferme Basse Cour, Hôtel Jourdan. Il y a trois lieux-dits non bâtis : Hôtel Cocquet, la Perroquière, Ciovaros.
| Villiers-Fossard   | Villiers-Fossard, Couvains       | Couvains               |
| Le Mesnil-Rouxelin | La Luzerne                       | Saint-André-de-l'Épine |
| Saint-Lô           | Saint-Lô, Saint-André-de-l'Épine | Saint-André-de-l'Épine |

### Hydrographie
La commune est située dans le bassin Seine-Normandie. Elle est drainée par le ruisseau de la Dollee,.

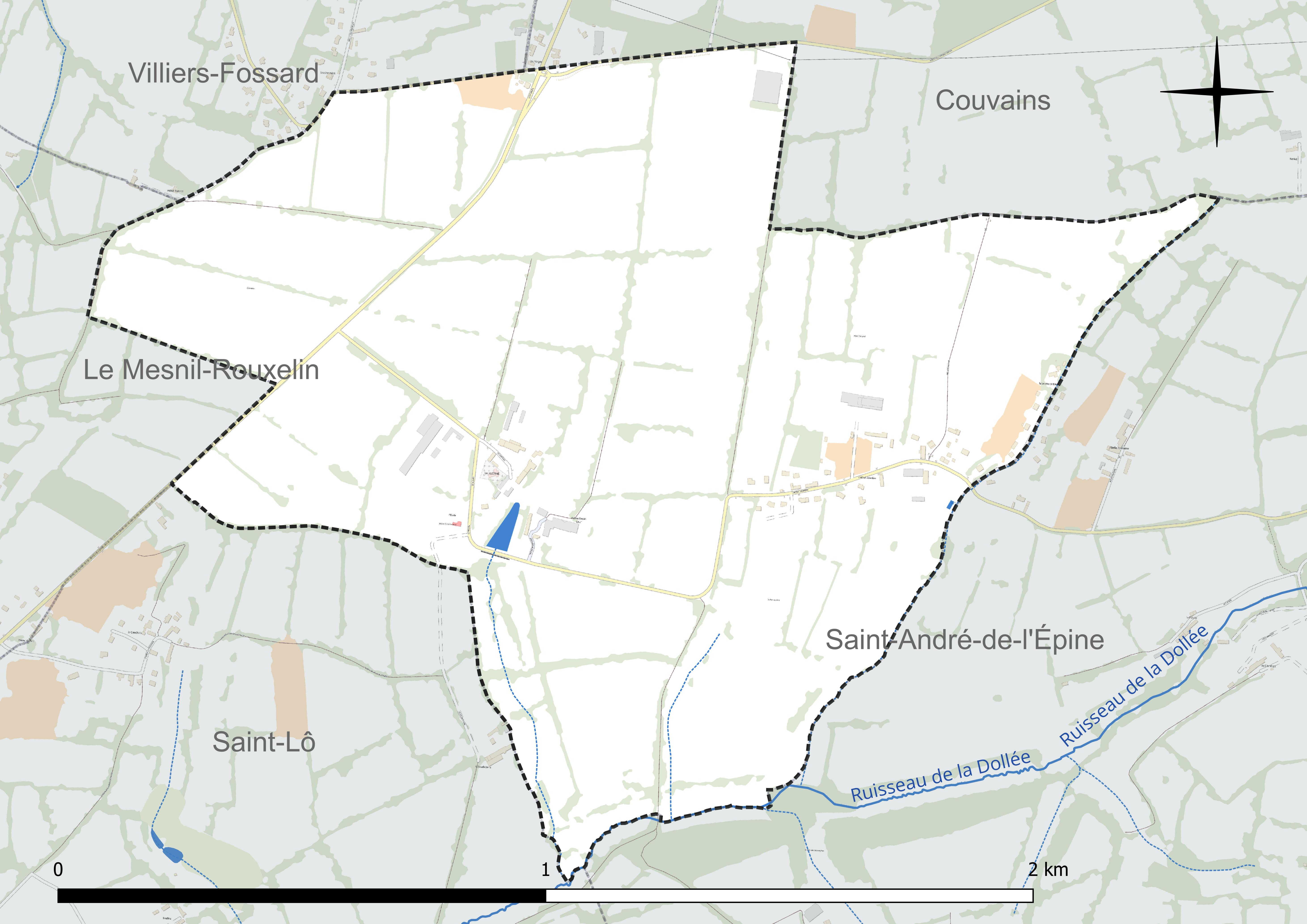
Réseau hydrographique de la La Luzerne.

### Climat
Pour des articles plus généraux, voir Climat de la Normandie et Climat de la Manche.
En 2010, le climat de la commune est de type climat océanique franc, selon une étude du CNRS s'appuyant sur une série de données couvrant la période 1971-2000. En 2020, Météo-France publie une typologie des climats de la France métropolitaine dans laquelle la commune est exposée à un climat océanique et est dans la région climatique  Normandie (Cotentin, Orne), caractérisée par une pluviométrie relativement élevée (850 mm/a) et un été frais (15,5 °C) et venté. Parallèlement le GIEC normand, un groupe régional d’experts sur le climat, différencie quant à lui, dans une étude de 2020, trois grands types de climats pour la région Normandie, nuancés à une échelle plus fine par les facteurs géographiques locaux. La commune est, selon ce zonage, exposée à un « climat contrasté des collines », correspondant au Bocage normand, bien arrosé, voire très arrosé sur les reliefs les plus exposés au flux d’ouest, et frais en raison de l’altitude.
Pour la période 1971-2000, la température annuelle moyenne est de 10,5 °C, avec une amplitude thermique annuelle de 11,9 °C. Le cumul annuel moyen de précipitations est de 989 mm, avec 14,5 jours de précipitations en janvier et 8,7 jours en juillet. Pour la période 1991-2020, la température moyenne annuelle observée sur la station météorologique la plus proche, située sur la commune de Condé-sur-Vire à 10 km à vol d'oiseau, est de 11,3 °C et le cumul annuel moyen de précipitations est de 956,7 mm,. Pour l'avenir, les paramètres climatiques de la commune estimés pour 2050 selon différents scénarios d’émission de gaz à effet de serre sont consultables sur un site dédié publié par Météo-France en novembre 2022.

## Urbanisme

### Typologie
Au 1er janvier 2024, La Luzerne est catégorisée commune rurale à habitat dispersé, selon la nouvelle grille communale de densité à sept niveaux définie par l'Insee en 2022.
Elle est située hors unité urbaine. Par ailleurs la commune fait partie de l'aire d'attraction de Saint-Lô, dont elle est une commune de la couronne,. Cette aire, qui regroupe 63 communes, est catégorisée dans les aires de 50 000 à moins de 200 000 habitants,.

### Occupation des sols
L'occupation des sols de la commune, telle qu'elle ressort de la base de données européenne d’occupation biophysique des sols Corine Land Cover (CLC), est marquée par l'importance des territoires agricoles (100 % en 2018), une proportion identique à celle de 1990 (100 %). La répartition détaillée en 2018 est la suivante : prairies (67,5 %), terres arables (32,5 %). L'évolution de l’occupation des sols de la commune et de ses infrastructures peut être observée sur les différentes représentations cartographiques du territoire : la carte de Cassini (XVIIIe siècle), la carte d'état-major (1820-1866) et les cartes ou photos aériennes de l'IGN pour la période actuelle (1950 à aujourd'hui).

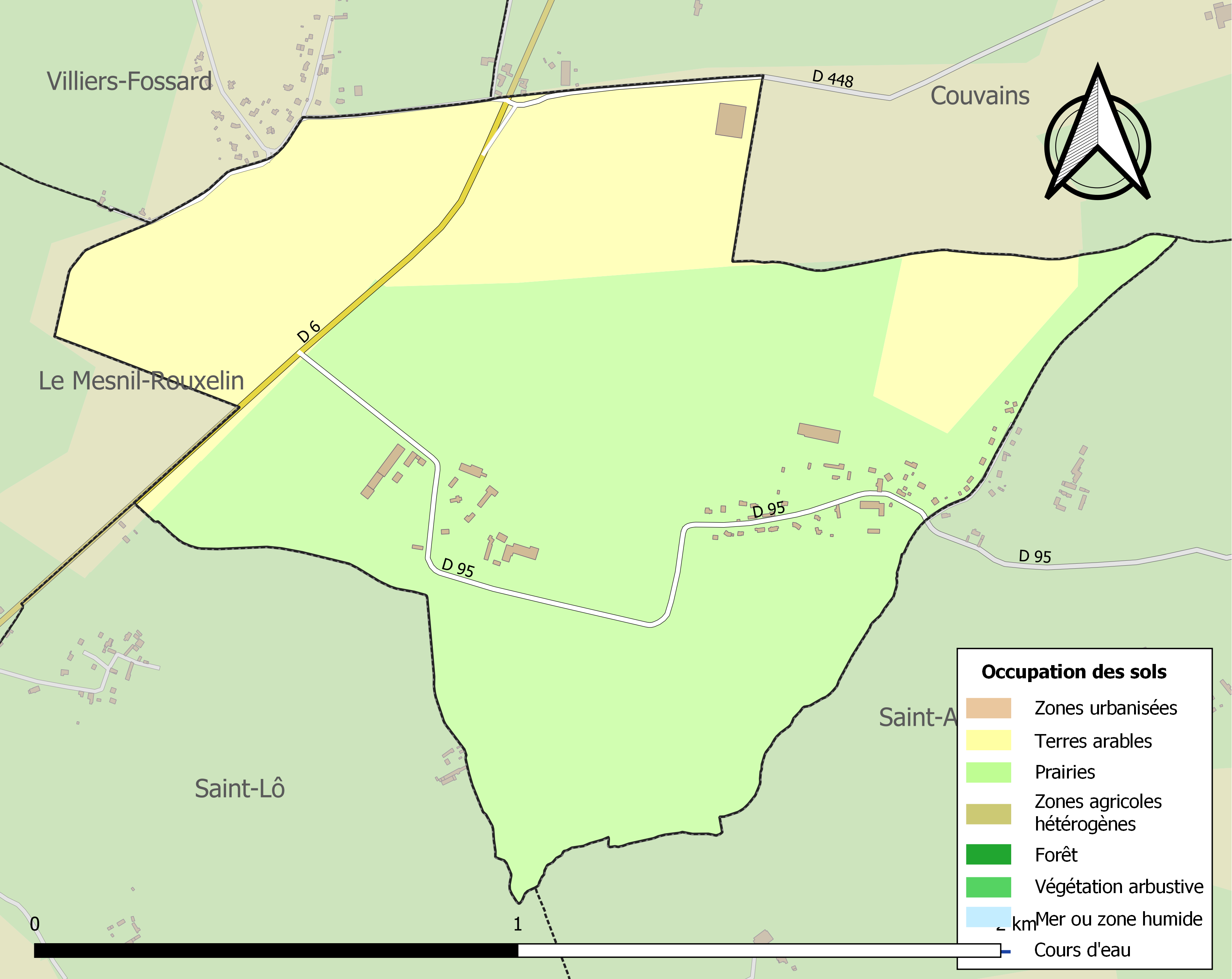
Carte des infrastructures et de l'occupation des sols de la commune en 2018 (CLC).

## Toponymie
La forme Lucerna est attestée vers 1350.
Le terme lucerne, plus exactement, une luiserne désignait en ancien français un flambeau. René Lepelley y voit une allusion à un lieu de culte éclairé le soir, bien qu'une enseigne de cabaret soit également plausible.
Le gentilé est Luzernais.

## Histoire
Un Thomas de la Lucerne accompagna le duc de Normandie Robert Courteheuse à la première croisade en 1096, et un Guillaume de la Luzerne fut l'un des 119 défenseurs du Mont-Saint-Michel de 1423 à 1424.
La famille noble normande de La Luzerne tirait son nom de la commune, aussi dite La Luzerne/La Lucerne en Bessin ou près-Saint-Lô (et non de La Luzerne/La Lucerne en Avranchin, alias La Lucerne),, qu'elle eut comme fief d'origine. Par des mariages, des branches de cette maison eurent aussi Pirou aux alentours de 1400, et Beuzeville vers 1505-1507.
Gabrielle de La Luzerne, fille de Jean II et dame héritière du fief familial éponyme, le fit passer dans la famille de Bricqueville par son mariage en 1556 avec François de Bricqueville de Colombières (et Bricqueville) ; leur fils puîné Gabriel, époux en 1593 de Gislette de L'Espinay (fille d'Antoine, sire de Broons), reçut La Luzerne, et cette branche des Bricqueville prendra désormais le nom de La Luzerne.
Anne-César, le personnage qui suit, appartient en revanche à une autre branche, celle qui eut Beuzeville, non issue des Bricqueville ; la séparation entre ces deux branches vient de Jean Ier de La Luzerne (vers 1435-av. 1508), père entre autres enfants de — Jacques de La Luzerne, † v. 1522-1526, sire de Beuzeville par son mariage avec Marie du Bois (d'où la suite des La Luzerne en nom patronymique mais non seigneurs de ce fief, dont Anne-César, César-Henri, César-Guillaume) —, et de Gilles de La Luzerne, † v. 1512, seigneur de La Luzerne, père de Jean II, père lui-même de l'héritière Gabrielle qu'on a évoquée comme femme de François de Bricqueville (d'où les Bricqueville de La Luzerne, dont Henri et François).
La commune est en effet le berceau familial d'Anne César, marquis de La Luzerne, dit le « chevalier de La Luzerne » (1741-1791), ambassadeur de France aux États-Unis, sous Louis XVI, venu aider les partisans de la Révolution américaine contre les Anglais, qui a donné son nom à un comté de Pennsylvanie et à un lac et une ville (en) des monts Adirondacks, dans l'État de New York.

## Politique et administration
| Période                                  | Période   | Identité        | Étiquette | Qualité                   |
| ---------------------------------------- | --------- | --------------- | --------- | ------------------------- |
| 1971                                     | mars 2001 | Marcel Bazire   | SE        | Agriculteur               |
| mars 2001                                | mars 2008 | Éric Alexandre  |           |                           |
| mars 2008                                | mars 2014 | Agnès Laurence  | SE        | Secrétaire médicale       |
| mars 2014                                | mai 2020  | Danièle Leconte | SE        | Informaticienne retraitée |
| mai 2020                                 | En cours  | Johnny Dubosq   |           | Ouvrier                   |
| Les données manquantes sont à compléter. |           |                 |           |                           |

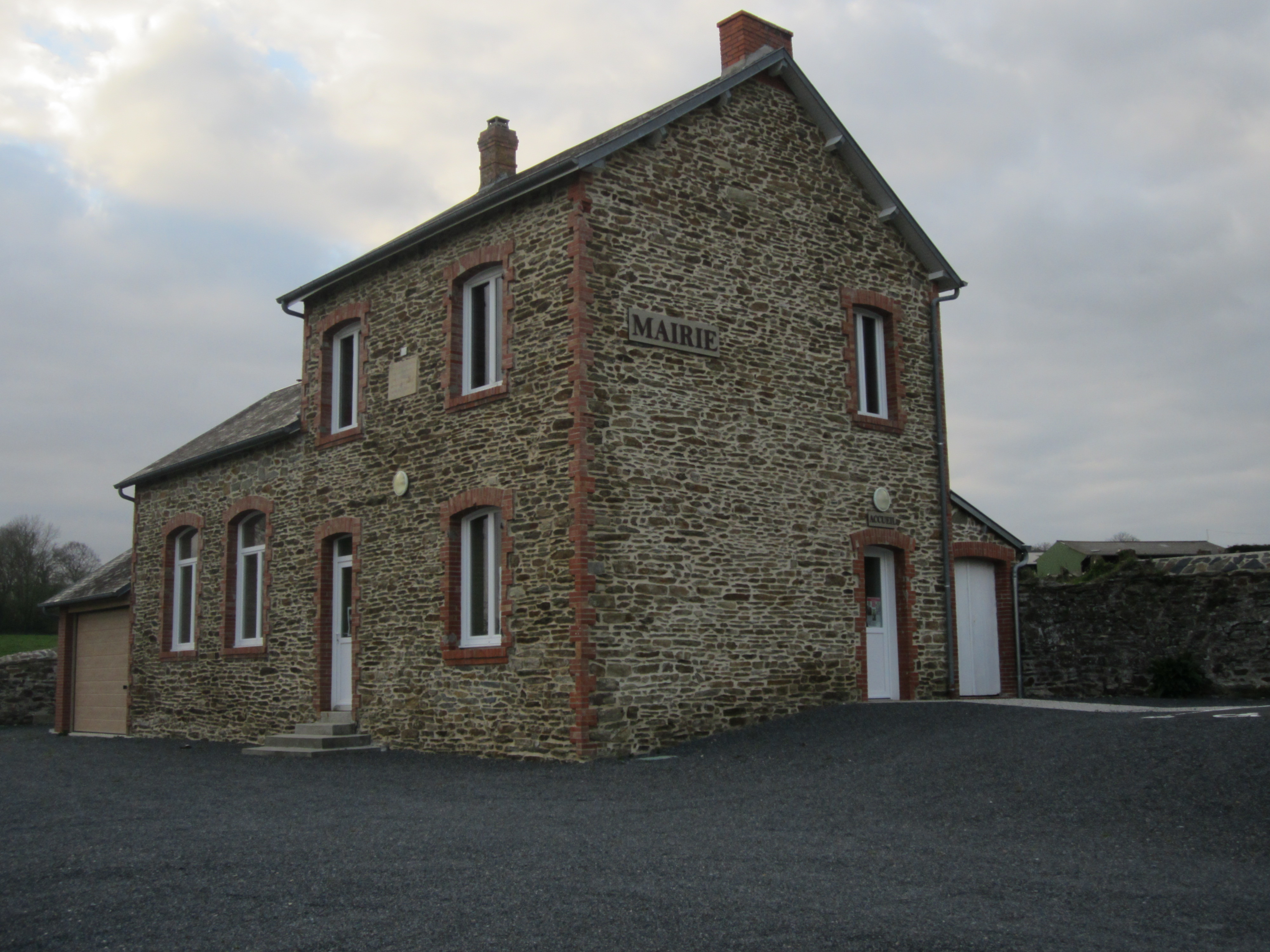
La mairie.

Le conseil municipal est composé de sept membres dont le maire et un adjoint.

## Démographie
L'évolution du nombre d'habitants est connue à travers les recensements de la population effectués dans la commune depuis 1793. Pour les communes de moins de 10 000 habitants, une enquête de recensement portant sur toute la population est réalisée tous les cinq ans, les populations de référence des années intermédiaires étant quant à elles estimées par interpolation ou extrapolation. Pour la commune, le premier recensement exhaustif entrant dans le cadre du nouveau dispositif a été réalisé en 2008.
En 2022, la commune comptait 81 habitants, en évolution de +5,19 % par rapport à 2016 (Manche : −0,31 %, France hors Mayotte : +2,11 %).
La Luzerne a compté jusqu'à 139 habitants en 1806.
| 1793 | 1800 | 1806 | 1821 | 1831 | 1836 | 1841 | 1846 | 1851 |
| ---- | ---- | ---- | ---- | ---- | ---- | ---- | ---- | ---- |
| 106  | 122  | 139  | 120  | 124  | 114  | 102  | 104  | 103  |

| 1856 | 1861 | 1866 | 1872 | 1876 | 1881 | 1886 | 1891 | 1896 |
| ---- | ---- | ---- | ---- | ---- | ---- | ---- | ---- | ---- |
| 102  | 87   | 90   | 85   | 71   | 70   | 69   | 77   | 83   |

| 1901 | 1906 | 1911 | 1921 | 1926 | 1931 | 1936 | 1946 | 1954 |
| ---- | ---- | ---- | ---- | ---- | ---- | ---- | ---- | ---- |
| 106  | 103  | 88   | 72   | 64   | 69   | 69   | 52   | 65   |

| 1962 | 1968 | 1975 | 1982 | 1990 | 1999 | 2006 | 2008 | 2013 |
| ---- | ---- | ---- | ---- | ---- | ---- | ---- | ---- | ---- |
| 61   | 62   | 46   | 44   | 48   | 47   | 41   | 39   | 65   |

| 2018 | 2022 | - | - | - | - | - | - | - |
| ---- | ---- | - | - | - | - | - | - | - |
| 74   | 81   | - | - | - | - | - | - | - |

## Lieux et monuments

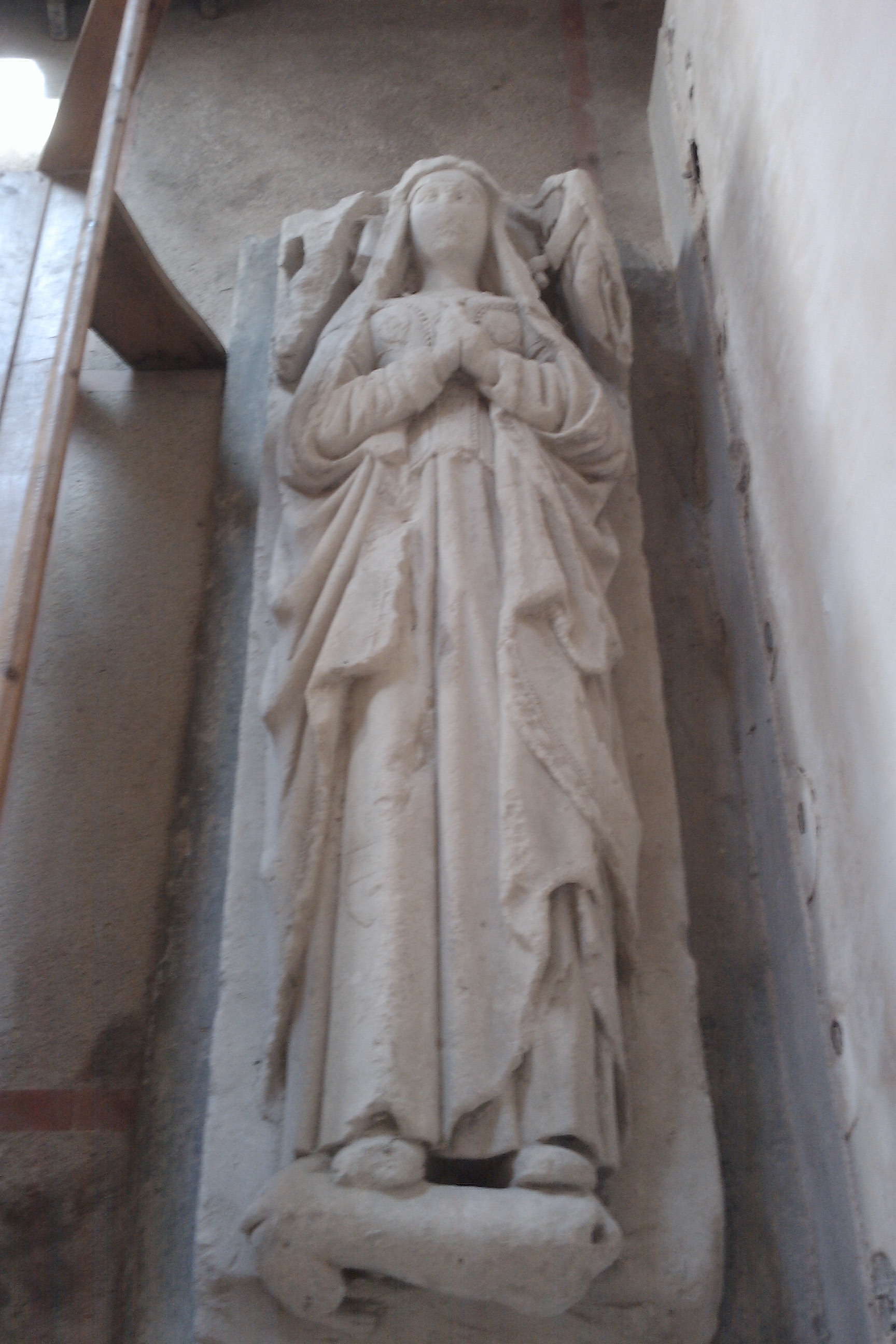
Le gisant de femme du XVIe siècle.

- Église Saint-Pierre (XIIe, XVIIIe et XXe siècles), sans clocher. Celui-ci tombé en 1864, ne fut pas reconstruit. L'église, abrite un gisant de femme du XVIe siècle classé au titre objet aux monuments historiques en 1993[32], ainsi qu'une fresque la baptême du Christ (XXe) de Robert Guinard, une verrière (XXe) de Jean-Ernest et Pierre Gaudin. Le portail arbore un bas-relief représentant un évêque, tenant une clef dans sa main gauche (saint Pierre) bénit deux personnages plus petits, à sa droite un abbé tenant une crosse, à sa gauche un clerc portant un livre[33]. À l'intérieur une chapelle abrite le caveau où est inhumée la famille de La Luzerne qui s'est éteinte en 1876 avec la comtesse Hurault de Vibraye à Bazoches (Nièvre)[23].
- Château (XVIe – XVIIIe siècle), dont il ne subsiste que le portail et une tour.

## Personnalités liées à la commune
- Anne César de La Luzerne (1741-1791), diplomate.